# Herophydrus
Herophydrus es un género de coleópteros adéfagos  perteneciente a la familia Dytiscidae. 

## Especies seleccionadas
- Herophydrus assimilis	Regimbart 1895
- Herophydrus bifasciatus	Gschwendtner 1932
- Herophydrus bilardoi	Bistrom & Nilsson 2002
- Herophydrus biseriatus	Regimbart 1895
- Herophydrus capensis	Regimbart 1895
- Herophydrus catersi	Guignot 1955
- Herophydrus cleopatrae	(Peyron 1858)
- Herophydrus coelamboides	Regimbart 1895
- Herophydrus colasi	Guignot 1935
- Herophydrus confusus	Regimbart 1895
- Herophydrus cooperi	Gschwendtner 1938